# جوزيف هالبرت نيكولز
جوزيف هالبرت نيكولز (بالإنجليزية: Joseph Hulbert Nichols)‏ هو محامي أمريكي، ولد في 20 أغسطس 1805، وتوفي في 11 ديسمبر 1862.